# جيمس وايت كيلي
جيمس وايت كيلي (بالإنجليزية: James Whyte Kelly)‏ هو سياسي نيوزلندي، ولد في 1855، وتوفي في 1938. انتخب عضو مجلس النواب نيوزيلندا.